# Sarah Smart
Sarah Smart (ur. 3 marca 1977 w Birmingham) – angielska aktorka.

## Wczesne życie
Urodziła się w Birmingham. Uczęszczała do szkoły St Paul’s School for Girls w Birmingham.

## Kariera
Karierę rozpoczęła w dzieciństwie od występu w serialu Woof!. Najbardziej znana jest z ról telewizyjnych, w szczególności z roli Virginia Braithwaite (córki w rodzinie która wygrała na loterii) w komediodramacie At Home with the Braithwaites. Występ w Sparkhouse (Red Production Company/BBC) oraz pojawienie się w Jane Hall (Red Company Production/ ITV1) zostało uznane za owocny efekt współpracy ze scenarzystką telewizyjną Sally Wainwright. W latach 2008–2010 występowała jako Anne-Britt Hoglund w Wallander, sześcioczęściowej adaptacji powieści o Wallanderze autorstwa Henninga Mankella stworzonej dla BBC. Brała udział z powodzeniem w wielu słuchowiskach radiowych. W 2011 roku pojawiła się w dwuczęściowej historii The Rebel Flesh/The Almost People w szóstej serii Doctora Who.

## Filmografia
- Soldier Soldier (1997)
- Wichrowe Wzgórza (1998)
- At Home with the Braithwaites (2000)
- David Copperfield (2000)
- Dom na wrzosowisku (Sparkhouse, 2002)
- Hildan Way (2003)
- Funland (2005)
- Londyński szpital (Casualty 1906, 2006)
- Jane Hall (2006)
- Five Days (2007)
- Casualty 1907 (2008)
- Wallander (2008)
- Agatha Christie’s Poirot (2008)
- Casualty 1909 (2009)
- Agatha Christie: Panna Marple (Agatha Christie’s Marple, 2009)
- Monroe (2011)
- Midsomer Murders (2011)
- Doktor Who (2011)
- The Man Who Crossed Hitler (2011)
- Spełnione marzenie (Fast Freddie, The Widow and Me, 2011, odcinek świąteczny)
- Death In Paradise (2011)
- The Secret of Crickley Hall (2012)